# Prima Categoria Umbria 1961-1962
Il campionato di calcio di Prima Categoria 1961-1962 è stato il V livello del campionato italiano. A carattere regionale, fu il terzo campionato dilettantistico con questo nome dopo la riforma voluta da Zauli del 1958.
Questo è il girone organizzato dal Comitato Regionale Umbro per la regione Umbria.

## Squadre partecipanti
| Squadra              | Città (provincia)                       | Stagione 1960-1961                                        |
| -------------------- | --------------------------------------- | --------------------------------------------------------- |
| A.C. Spoleto         | Spoleto (PG)                            | 11° in Prima Categoria Umbria                             |
| Angelana             | Santa Maria degli Angeli di Assisi (PG) | 2° in Prima Categoria Umbria                              |
| Bastia               | Bastia Umbra (PG)                       | 1° in Prima Categoria Umbria, rinuncia alla promozione    |
| Eriberto Bosico      | Terni                                   | 11° in Prima Categoria Umbria                             |
| Foligno              | Foligno (PG)                            | 8° in Prima Categoria Umbria                              |
| G.C.G. Grifo Perugia | Perugia                                 | 3° in Prima Categoria Umbria                              |
| Gualdo               | Gualdo Tadino (PG)                      | 9° in Prima Categoria Umbria                              |
| Gubbio               | Gubbio (PG)                             | 16° in Serie D/D, retrocesso                              |
| Magione              | Magione (PG)                            | In Seconda Categoria Umbria/A, ripescato                  |
| Narnese              | Narni (TR)                              | 5° in Prima Categoria Umbria                              |
| Nestor               | Marsciano (PG)                          | 10° in Prima Categoria Umbria                             |
| Orvietana            | Orvieto (TR)                            | 1° in Seconda Categoria Umbria/B, promossa dopo finali    |
| Ponte Felcino        | Ponte Felcino di Perugia                | 6° in Prima Categoria Umbria                              |
| Tiberis              | Umbertide (PG)                          | 14° in Prima Categoria Umbria, retrocessa e poi ripescata |
| Virtus               | Terni                                   | 7° in Prima Categoria Umbria                              |
| Virtus Spoleto       | Spoleto (PG)                            | 3° in Prima Categoria Umbria                              |

## Classifica finale
|  | Pos. | Squadra              | Pt | G  | V  | N | P | GF | GS | DR  |
|  | ---- | -------------------- | -- | -- | -- | - | - | -- | -- | --- |
|  | 1.   | Narnese              | 50 | 30 | 23 | 4 | 3 | 74 | 19 | +55 |
|  | 2.   | Foligno              | 43 | 30 |    |   |   |    |    |     |
|  | 2.   | Gubbio               | 43 | 30 |    |   |   |    |    |     |
|  | 4.   | Ponte Felcino        | 38 | 30 |    |   |   |    |    |     |
|  | 4.   | G.C.G. Grifo Perugia | 38 | 30 |    |   |   |    |    |     |
|  | 6.   | Angelana             | 36 | 30 |    |   |   |    |    |     |
|  | 7.   | Bastia               | 35 | 30 |    |   |   |    |    |     |
|  | 8.   | Tiberis              | 29 | 30 |    |   |   |    |    |     |
|  | 8.   | Virtus               | 29 | 30 |    |   |   |    |    |     |
|  | 10.  | A.C. Spoleto         | 21 | 30 |    |   |   |    |    |     |
|  | 11.  | Orvietana            | 20 | 30 |    |   |   |    |    |     |
|  | 11.  | Virtus Spoleto       | 20 | 30 |    |   |   |    |    |     |
|  | 13.  | Eriberto Bosico      | 19 | 30 |    |   |   |    |    |     |
|  | 13.  | Magione              | 19 | 30 |    |   |   |    |    |     |
|  | 15.  | Gualdo               | 14 | 30 |    |   |   |    |    |     |
|  | 16.  | Nestor               | 12 | 30 |    |   |   |    |    |     |

Legenda:

      Promossa in Serie D 1962-1963 ed ammessa alla fase finale interregionale.
      Retrocessa in Seconda Categoria Umbria 1962-1963.
Regolamento:

Due punti a vittoria, uno a pareggio, zero a sconfitta.
Note:

La Nestor è stata poi riammessa.
Eriberto Bosico non iscritta nella stagione successiva.